# Nyma NV

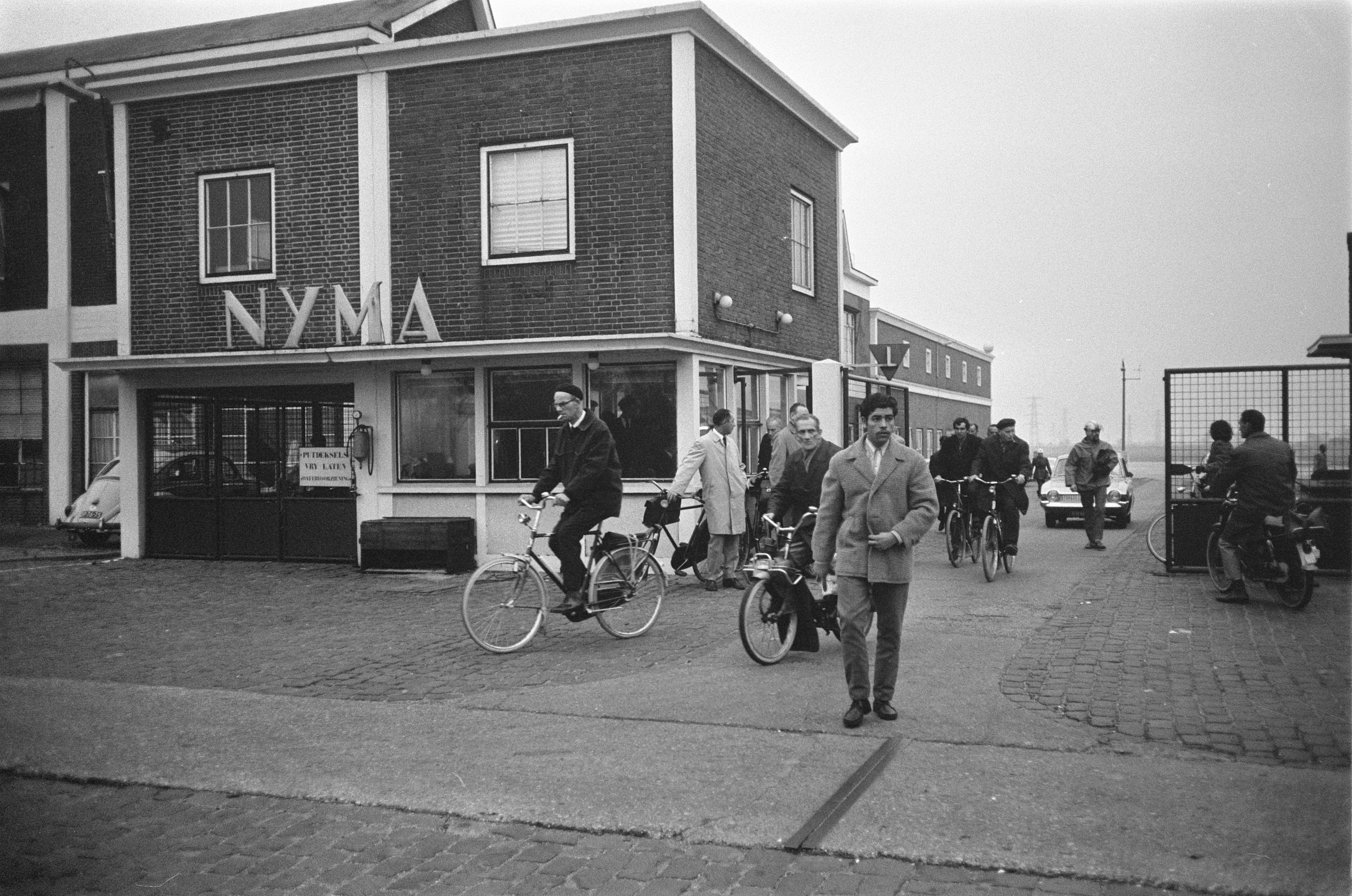
Nyma NV Nijmegen, fabriek van kunstzijde en dergelijke, verkeert in moeilijkheden

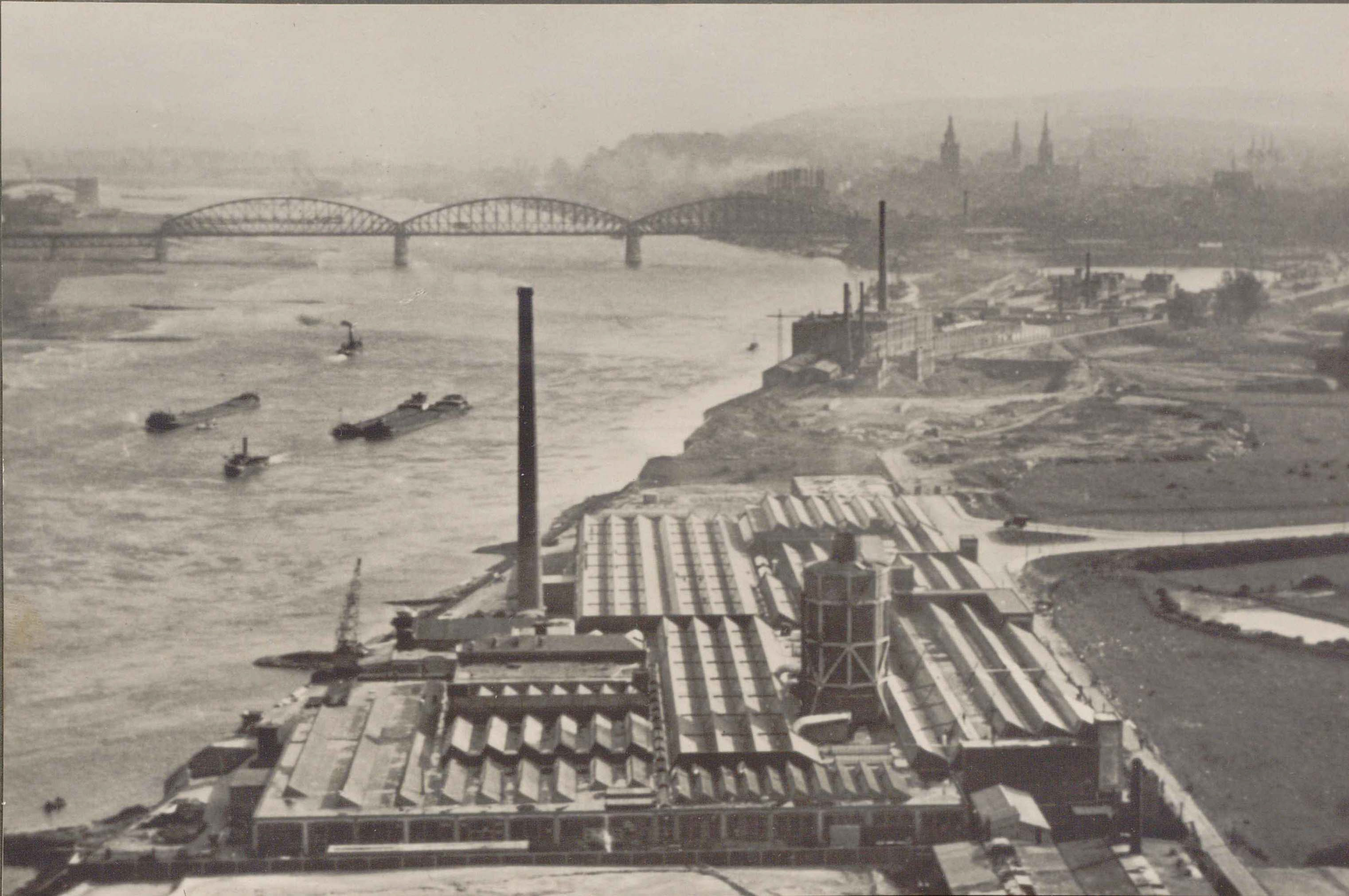
Overzicht van het Nyma fabriekscomplex aan de Waal, 1934 (Regionaal Archief Nijmegen)

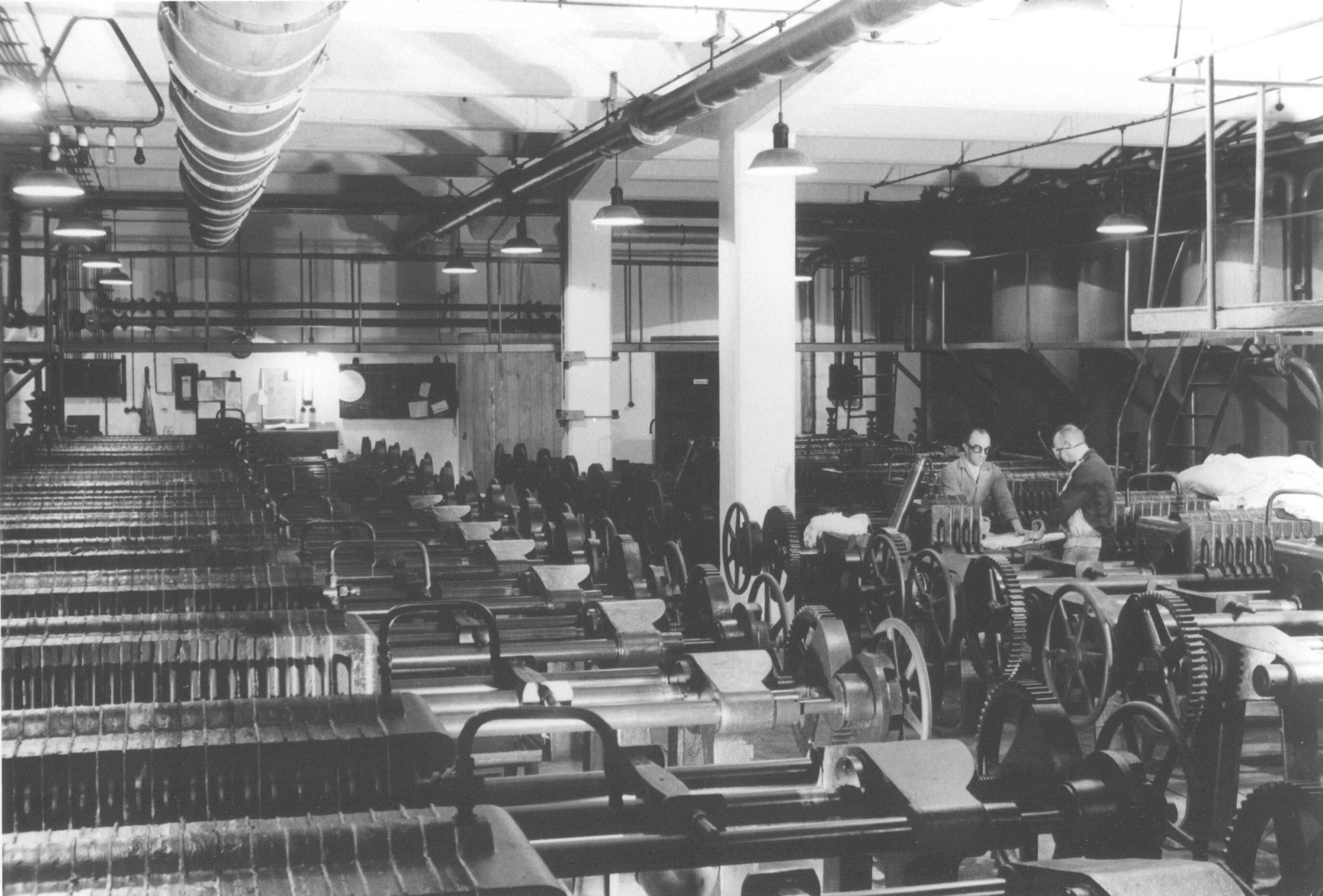
De Viscosekelder van de Nyma-fabriek

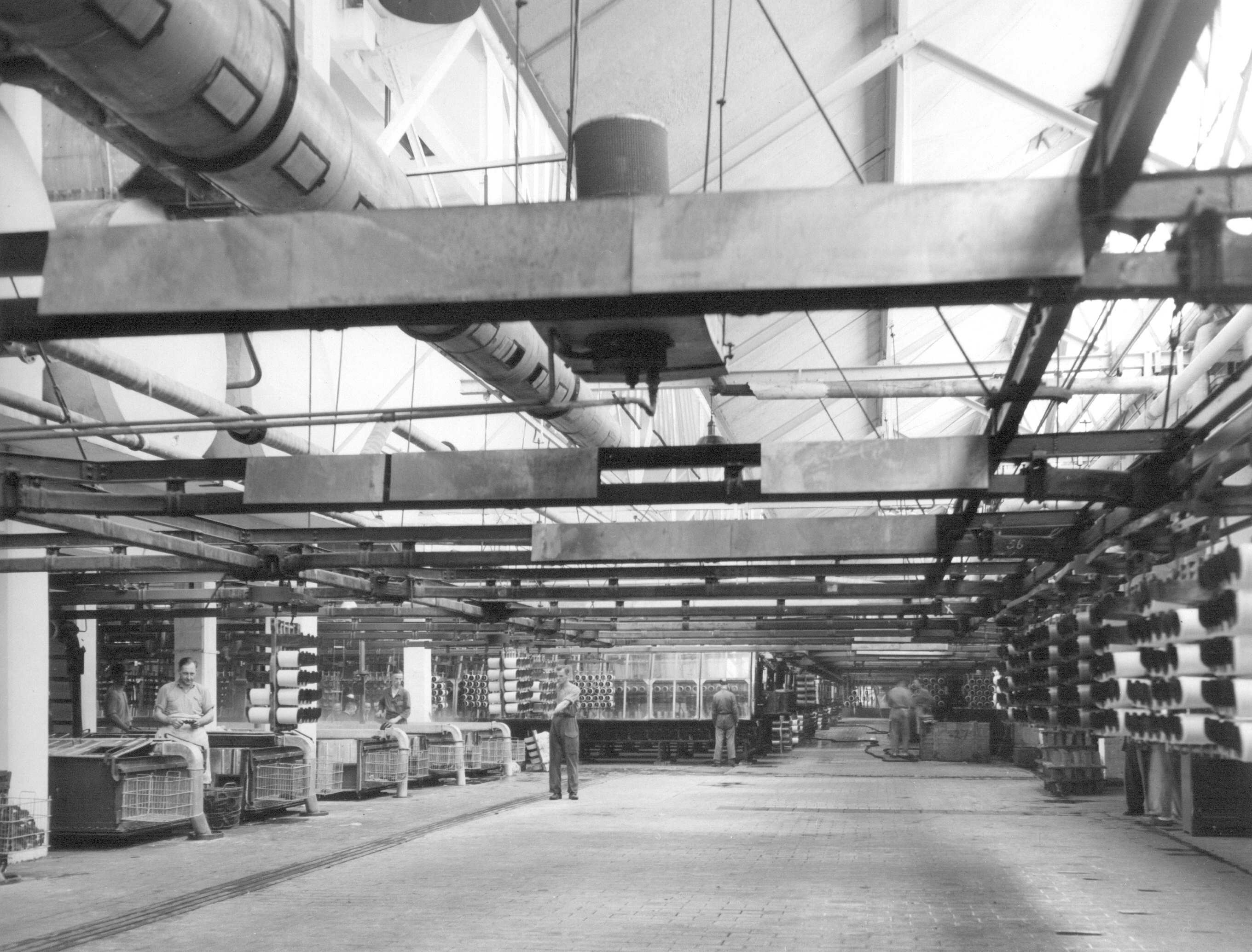
De spinnerij en spoelenbleek van de Nyma fabriek

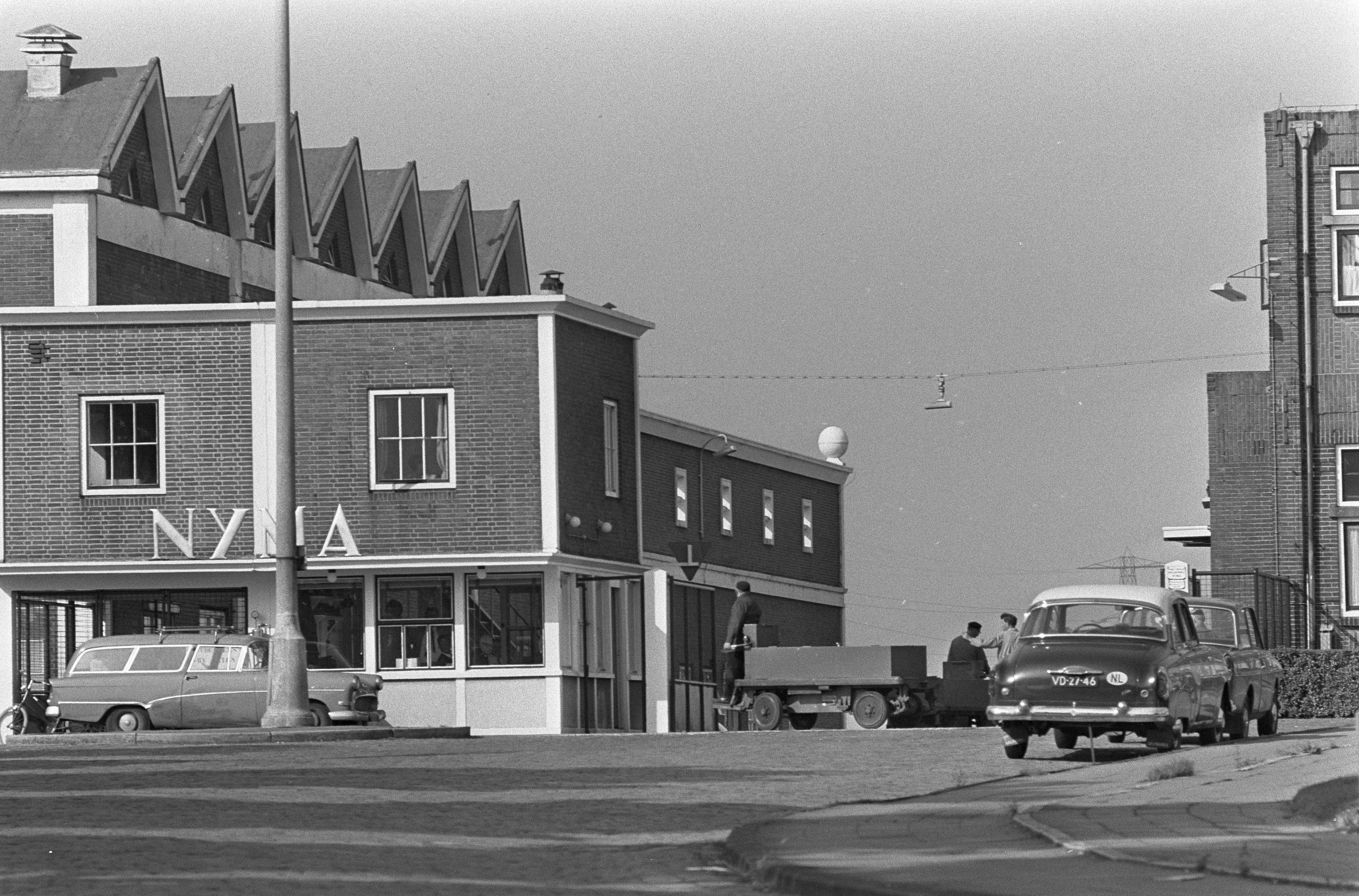
Nyma Textielfabriek

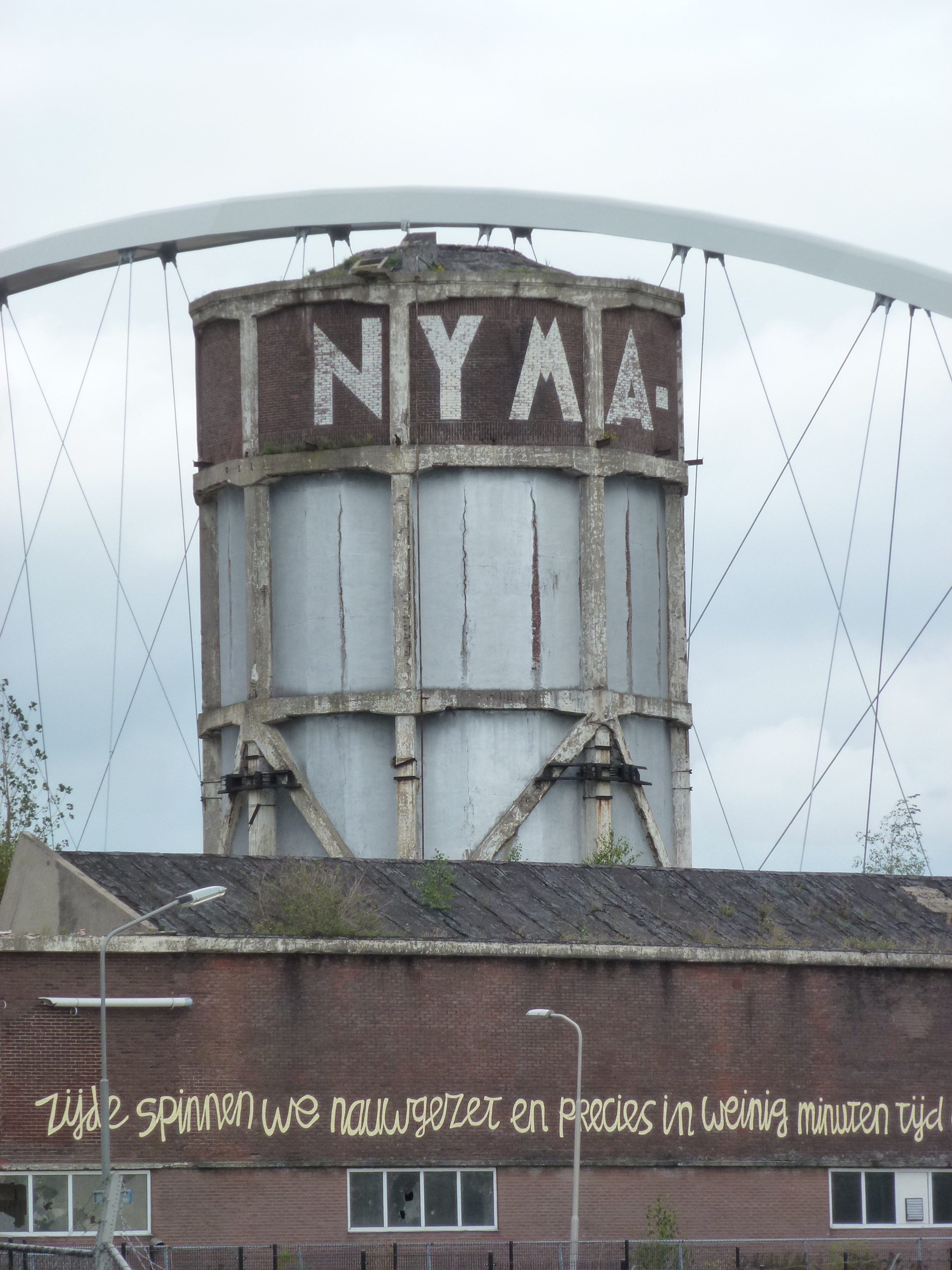
Nijmegen NYMA-watertoren en detail van brug De Oversteek, 2013 (Regionaal Archief Nijmegen)

Nyma was een kunstzijdespinnerij, gevestigd in Nijmegen op het industrieterrein aan linkeroever van de rivier de Waal, aan de Waalbandijk. Het bestond van 1928 tot 2009.
De vestigingslocatie was bewust gekozen vanwege de benodigde hoeveelheid water dat nodig was bij het spinproces. De bedrijfsnaam is een lettergreepwoord ontstaan uit de plaatsnamen NIJmegen (sinds 1922 de woonplaats) en MAastricht (de geboorteplaats) van Michel Bury, een van de oprichters. Naar alle waarschijnlijkheid heeft Bury de ‘ij’ vervangen door een ‘y’ omdat de fabriek een internationaal bedrijf was. De naam wordt uitgesproken als ‘Nijma’.

## Geschiedenis

### 1928 - 1940
In mei 1928 richtte een groep particulieren, de Twentsche Bank, de modemagazijnen van de gebroeders Gerzon uit Amsterdam en een groot aantal bedrijven uit de Twentse  textielnijverheid de N.V. Kunstzijdespinnerij Nyma op. Aanleiding voor de oprichting was de eerder dat jaar aangekondigde fusie van de ENKA (bedrijf) (Eerste Nederlandse Kunstzijdefabriek in Arnhem) met het Duitse Vereinigte Glanzstoff Fabriken A.G. Deze fusie kreeg in 1929 zijn beslag onder de naam Algemeene Kunstzijde Unie N.V. (AKU). De overheersende marktpositie van de ENKA met zijn fabrieken in Arnhem en in Ede baarde de nodige zorg bij een groep van Twentse textielfabrikanten als belangrijke afnemers van kunstzijde. Zij besloten in 1928 om een tegenwicht te vormen. Als directeur van het bedrijf werd mede-initiatiefnemer en -oprichter M(ichel) H(ubert) T(oussaint) Bury, sinds 1927 directielid van de ENKA, (Maastricht 1879 - Nijmegen 1948) benoemd. De productie was voor de oorlog vrijwel geheel bestemd voor de export.
Naast de benodigde fabriekshallen werd ook een watertoren gebouwd die moest zorgen voor voldoende waterdruk ten behoeve van het productieproces. Omdat er naast de fabriekshallen geen ruimte meer was besloot men om de watertoren in een van de fabriekshallen op te trekken. Ook liet de Nyma een eigen haven aanleggen met ruimte voor meerdere rijnaken die middels kranen direct vanuit de fabriek geladen en gelost konden worden. Op 15 oktober 1929 werd de fabriek in gebruik genomen. De prognose was dat er in de beginjaren voor ca 1000 mensen werkgelegenheid zou zijn en uiteindelijk voor ca 2000 werknemers. Gezien de grote werkloosheid die er op dat moment heerste in Nijmegen bood deze nieuwe fabriek vanwege de aard van het werk in eerste instantie vooral grote kansen voor werkloze ongeschoolde mannelijke arbeidskrachten. Al snel werden ook vrouwen aangenomen voor specifieke productiewerkzaamheden. Het kantoorpersoneel was bij de start gehuisvest aan de Lange Burchtstraat 14 in Nijmegen. 
Vijf jaar na de operationele start, op 6 mei 1934, werd de notering aan de Amsterdamse effectenbeurs aangevraagd. De beursgang werd begeleid door een bankconsortium waaronder zich de Twentsche Bank, Lippman Rosenthal en Oyens bevonden. Het kapitaal werd geplaatst door in totaal 155 deelnemers waaronder Stork (bedrijf) en Jurgens (margarine).

### Tweede Wereldoorlog
Doordat de export naar het buitenland tijdens de bezetting was afgesneden moesten zowel de textielindustrie, die afhankelijk was van de import van katoen en wol, als de rayongaren-industrie andere manieren bedenken om de bedrijfstakken in leven te houden. Samenwerkingsverbanden ontstonden en ook voor Nyma betekende het een tijdelijke verandering van de productie. Men moest ineens garens gaan vervaardigen voor weverijen, breierijen en andere textielindustrie. Het bedrijf groeide en gaf in 1943 voor fl 2 miljoen extra aandelen uit om nieuw werkkapitaal te verkrijgen voor geplande uitbreidingen en technische verbeteringen.
In 1944 trad directeur Bury af en werd tot commissaris gekozen. Zijn opvolger werd dr J. Kalff.

### 1945 - 1967
In deze tijd breidde het bedrijf de fabriek uit met diverse karakteristieke booghallen. Ook werd een nieuw hoofdkantoor gebouwd op het fabrieksterrein. Verdere modernisering, in 1949 al in gang gezet door de aanschaf en ingebruikname van continuemachines, leidde in 1952 tot een reorganisatie waarbij in eerste instantie 250 mensen ontslagen werden; uiteindelijk bleken dat er 500 te zijn. In 1953 kocht Nyma de twee fabriekshallen van de voormalige garenfabriek De Patrijs in Wijchen, voor de productie van de Nimplex-producten, waaronder voornamelijk kunststof scheepstrossen. In een van de hallen bouwde men een proefweverij voor zogenaamde DMC-garens die hun toepassing zouden vinden in sierstrikken. Er zouden uiteindelijk circa 100 werknemers te werk worden gesteld op deze locatie.
(anno 2025 is dit fabriekscomplex in Wijchen eigendom van en in gebruik door het bedrijf Synprodo).
In 1956 werkten ruim 2100 mensen bij het bedrijf. Door een sterk verminderde afzet van garens voor de autobandenindustrie als gevolg van een autocrisis in zowel Amerika alsook in Australië en Engeland moest het bedrijf opnieuw saneren en ontsloeg het ruim 170 werknemers op de niet-operationele afdelingen. Het ging hierbij om analisten, bouwtechnici en grensarbeiders uit de technische hulpdiensten.
In 1959 besloot het bedrijf verder uit te breiden door een nieuwe canvasweverij in gebruik te nemen. Een jaar later startte in samenwerkingsverband met het Deense bedrijf Esbjerg Tovvaersfabriek voor de productie van garens voor touw- en netwerken. De samenwerking kreeg vorm middels een nieuw bedrijf Nymeta. Verder werd een samenwerkingsverband aangegaan met het Amerikaanse Midland Ross dat 25% van de aandelen verwierf in ruil voor
kredietverstrekking, technische bijstand en patenten.

### 1967 - 1970
Toen de markt voor rayongaren in 1966 volledig instortte kwam het bedrijf in de problemen. Bij een noodzakelijk gebleken reorganisatie werd het aantal werknemers teruggebracht van 1270 naar ca 1070 werknemers. De orderportefeuille voor het jaar 1967 en voor een deel van 1968 bleek voldoende om het overgebleven personeel aan het werk te kunnen houden. De schuldenlast liep op tot fl 7 miljoen, naast een verliessaldo van fl 8 miljoen. De overheid bleek op dat moment niet bereid tot een reddingsplan omdat er mogelijke interesse was van de Amerikanen om het bedrijf te kopen.
Eind 1967 gingen de aandeelhouders akkoord met surséance van betaling voor een periode van anderhalf jaar. In die periode zou bekeken gaan worden of het bedrijf verkocht zou kunnen worden. De Nederlandse overheid heroverwoog haar eerdere standpunt en zegde op dat moment ook financiële steun toe mits er een perspectief biedend plan zou komen. Onverwacht tekende zich in die periode een begin van een herstel aan wat bleek uit een krimpende voorraad en verbeterde debiteurenrekening waardoor in ieder geval de lonen doorbetaald konden worden. Dit leidde ook tot het inzicht bij de bewindvoerders dat een doorstart in gekrompen vorm meer voor de hand zou liggen dan een liquidatie die uiteindelijk niets zou opbrengen. Eind 1968 werd de fabriek in Wijchen verkocht en de productie van Nimplex werd overgeheveld naar de fabrieken in Nijmegen. Doordat het bedrijf steeds minder verliezen leed werd besloten de surseance van betaling te verlengen tot augustus 1970, mede in afwachting van een fusie of verkoopbesprekingen met een aantal kandidaten.
In oktober 1969 bleek dat de behaalde resultaten van het lopende jaar teleurstellend waren en de situatie was inmiddels zo ernstig dat ruim 750 van de 900 werknemers ontslagen zouden moeten gaan worden. De enige rendabele afdeling, de chemietak dat Nymcel produceerde zou nog slechts 150 werknemers gaan tellen om een overname interessanter te maken. Voor de aflossing van de resterende schulden was het bedrijf genoodzaakt om een aanzienlijk deel van het onroerend goed te verkopen, waarbij onder andere de gemeente Nijmegen voor 1,5 miljoen onroerend goed overnam.
In 1972 werd duidelijk dat de surséance van betaling kon worden opgeheven en dat maakte voor het bedrijf mogelijk om weer normale handelskredieten te kunnen afsluiten en het bedrijf definitief voort te zetten.
Eind 1972 maakte de firma Honig bekend dat het haar fabriek in Nijmegen voor 1,4 miljoen een groot terrein met leegstaande hallen wilde overnemen van Nyma.
Vanaf 1973 legde het bedrijf zich ook toe op andere producten zoals verdikkingsmiddelen voor boorspoelingen bij olieboringen, krimpcapsules en drinkrietjes.

### 1975 - 2009
In mei 1975 bracht het Amerikaanse chemieconcern Sobin een bod uit op Nyma van 11,1 miljoen, hetgeen neerkwam op fl 90 per aandeel. Een groot aantal aandeelhouders dat het bod te laag vond en niet akkoord ging liet weten een tegenbod te gaan doen. Dit gebeurde uiteindelijk niet en oktober 1975 werd het bedrijf Amerikaans eigendom waarbij de naam werd gewijzigd in Nyma BV. In 1980 kwam Het bedrijf toch weer in Nederlands bezit nadat de Nyma Holding de aandelen overnam van het Amerikaanse moederbedrijf. In 1986 werd het bedrijf, met op dat moment nog slechts 25 werknemers, opnieuw verkocht, nu aan het Finse Metsä-Serla. De Finse eigenaar besloot om, voor 7,5 miljoen, een nieuwe fabriek te bouwen op de locatie van de oorspronkelijke gebouwen. De kenmerkende na-oorlogse booghallen werden verkocht aan de vliegasfabriek De Vasim dat kunstgrind uit vliegas maakte. Na aanhoudende protesten vanuit een aangrenzende woonwijk vanwege stofoverlast sloot dit bedrijf de deuren in 2000. In het verlaten gebouwen namen kunstenaars hun intrek, onder de naam Cultuurspinnerij Vasim. In 1996 verkocht het Finse moederbedrijf de fabriek aan de Noors-Zweedse investeringsmaatschappij Industri Kapital, die de groep fabrieken verder exploiteert onder de naam Noviant. In 2001 werd de Noviant-groep verkocht aan de Amerikaanse J.M. Huber Corporation, die in 2004 een vergelijkbare groep fabrieken verwierf met de overname van het Amerikaans-Deense CP Kelco. Dit bedrijf voegt in 2005 de twee fabrieksgroepen Noviant en CP Kelco samen, onder de naam van de laatste. Nadat een bedrijfsbrand in 2009 het machinepark verwoestte werd de fabriek in Nijmegen stilgelegd en de productie verplaatst naar China en Finland.

## Producten van kunstzijde

### Rayongaren
Het bedrijf maakte in de beginjaren gebruik van een bestaande methode waarbij viscose werd gewonnen uit houtpulp, van voornamelijk naaldbomen, afkomstige cellulose. Het stroperige viscose werd vervolgens gebruikt om rayongaren van te spinnen, een stof die glanst en voelt als zijde. Een andere toepassing van het rayongaren werd in de bandenindustrie gebruikt om rubber te verstevigen. Voor het spinnen werd gebruik gemaakt van twintig tot dertig meter lange spinmachines, met aan de onderzijde een goot, het spinbad, met een vloeistof, hoofdzakelijk bestaand uit zwavelzuur onder toevoeging van enkele zouten.

### Nymcel (geproduceerd vanaf 1948)
Door de ontwikkeling van kunstrubber voor de bandenindustrie werd de afzetmarkt voor rayongaren na de Tweede Wereldoorlog steeds kleiner. Het bedrijf legde zich toe op ontwikkeling van een nieuw product waarbij men gebruik maakte van natrium-carboxymethylcellulose (NCMC). Men bedacht hiervoor de naam Nymcel voor dit product. Dit product werd onder andere in de levensmiddelenindustrie gebruikt als verdikkingsmiddel en stabilisator, onder andere in consumptie-ijs. Samen met de N.V. Cellulose-producten uit Deventer richtte men een apart verkoopbedrijf hiervoor op, genaamd de NV Verkoopunie voor Nederland “Carbosel“ dat in Amsterdam werd gevestigd.

### Nymbands en Nymplex (geproduceerd vanaf de jaren 50)
In de jaren 50 ontwikkelde men viscose krimpcapsules (Nymbands) voor het afsluiten en verzegelen van flessen. Na 1960 startte men met de fabricage van polyethyleen-monofilamenten (Nymplex) bij. Toepassing hiervan was bijvoorbeeld kunsttouw dat gebruikt werd voor het vervaardigen van scheepstrossen of visnetten.

## Herbestemming

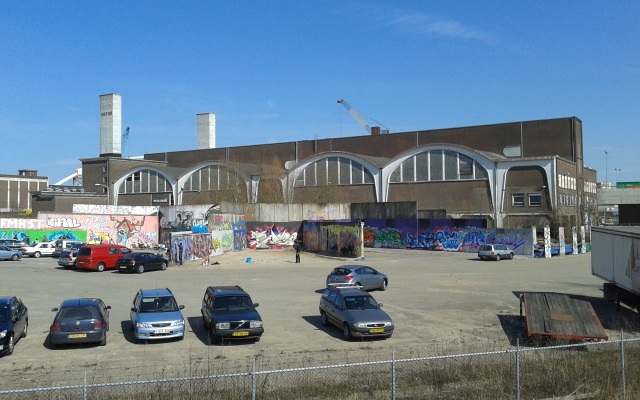
De Vasim (parkeerterrein) Nijmegen

De markante watertoren en oude fabriekshallen van Nyma zijn opgeknapt waarna het complex in 2023 onderdak ging bieden aan een diversiteit aan
bedrijven. De Vasim en de bogen onder de Oversteek hebben nog geen monumentenstatus. 